# Letzigrabenbrücke
Die Letzigrabenbrücke ist eine im Rahmen der sogenannten Durchmesserlinie Altstetten–Zürich HB–Oerlikon (DML) erstellte Eisenbahnbrücke in der Schweiz. Die 2015 im Vorbahnhof von Zürich fertiggestellte Brücke ist mit 1156 Metern die längste einspurige Eisenbahnbrücke der Schweiz. Zusammen mit der Kohlendreieckbrücke bildet sie die Ausfahrt aus dem neuen, unterirdischen  Bahnhof Löwenstrasse in Richtung Westen: Die 394 Meter lange Kohlendreieckbrücke schliesst an die Ausfahrt aus dem Bahnhof Löwenstrasse an und zieht sich bis zur Hardbrücke. Für die Unterquerung der Hardbrücke verläuft die Bahnstrecke im Niveau der vorhandenen Gleisanlagen. Die Letzigrabenbrücke setzt das Trassee für nach Westen fahrende Züge bis zum Bahnhof Altstetten fort und überquert dabei das ganze Gleisfeld des Vorbahnhofs sowie die Duttweilerbrücke, eine Strassenbrücke über das Gleisfeld. Züge der Gegenrichtung können bereits vorhandene Gleise benutzen.

## Bau
Die Bauarbeiten begannen 2008 mit der Verlegung von Hochspannungsleitungen aus dem Baufeld. Ab 2009 wurden die ersten der insgesamt 23 Pfeiler errichtet. Die maximal 16 Meter hohen Pfeiler gründen auf bis zu 45 Meter langen Bohrpfählen. Der Überbau wurde mittels eines Vorschubgerüstes erbaut, das im Herbst 2011 montiert wurde.
Im November 2013 wurde bei einer routinemässigen Begehung ein gravierender Konstruktionsfehler entdeckt: Der Beton des Brückentrogs wies jeweils über den Pfeilern feine Risse auf. Die Ursache liegt im konstruktiven Detail, dass die Lager, auf denen der Brückentrog ruht, aus ästhetischen Gründen leicht nach innen verschoben sind: «Die Kräfte von oben aus der Tragkonstruktion und diejenigen von unten treffen sich nicht in einem Punkt; die seitliche Differenz verursacht ein Biegemoment auf die Trogplatte. Weil dieser Kräftefluss zu wenig berücksichtigt wurde, ist diese Platte zu schwach dimensioniert. Sie biegt sich nach oben, […]»
Dieser statische Fehler wurde ohne grössere äusserliche Veränderungen an der Brücke und ohne zeitliche Verzögerungen behoben: «Über jedem der 30 Pfeiler werden sechs bis acht Spannkabel quer über der Fahrbahn eingezogen und an der Aussenseite mit Ankerköpfen fixiert. Jedes Kabel wird mit 220 Tonnen Zug vorgespannt. Die Spannkabel verhindern, dass sich die Bodenplatte nach oben biegt.» Die genannten 30 Pfeiler beinhalten die sieben Pfeiler der Kohlendreieckbrücke, bei der das Problem ebenfalls bestand.
Die auf dem Brückentrog aufliegenden Spannkabel mussten einbetoniert werden, dadurch konnte aufgrund des nun fehlenden Platzes nicht mehr ein konventioneller Schotteroberbau eingebaut werden. Deshalb wurde zum ersten Mal in der Schweiz ausserhalb eines Tunnels eine Feste Fahrbahn des Systems LVT (wie im Weinbergtunnel) eingebaut.
Die Baukosten der am 26. Oktober 2015 offiziell eröffneten und am 13. Dezember 2015 in den fahrdienstlichen Betrieb aufgenommenen Letzigraben- und Kohlendreieckbrücke beliefen sich auf zusammen rund 300 Millionen Franken.